# Investitionskomitee
Das Investitionskomitee (italienisch Comitato per gli Investimenti, lateinisch Comitatus de Pecunia collocanda) ist eine Einrichtung der Römischen Kurie.

## Geschichte
Das Komitee wurde am 7. Juni 2022 von Papst Franziskus errichtet. Die Gründung erfolgte auf der Grundlage von Artikel 227 der im März desselben Jahres veröffentlichten Apostolischen Konstitution Praedicate Evangelium. Zum ersten Präsidenten des Komitees ernannte der Papst den Kardinalpräfekten des Dikasteriums für Laien, Familie und Leben, Kevin Farrell.

## Aufgabe und Zusammensetzung
Das Komitee ist für die Sicherstellung der ethischen Ausrichtung der Wertpapieranlagen des Heiligen Stuhls gemäß der Soziallehre der Kirche verantwortlich. Gleichzeitig soll das Komitee die Rentabilität und Angemessenheit sowie die Verantwortbarkeit der Anlagerisiken gewährleisten. Es besteht neben dem Präsidenten und einem Sekretär aus Mitgliedern und Fachleuten, die vom Papst für jeweils fünf Jahre berufen werden.

## Mitglieder
- Jean Pierre Casey (seit 2022)
- Giovanni Christian Michael Gay (seit 2022)
- David Harris (seit 2022)
- John J. Zona (seit 2022)